# Нью-Канада (Мен)
Нью-Канада (англ. New Canada) — місто (англ. town) в США, в окрузі Арустук штату Мен. Населення — 310 осіб (2020).

## Демографія
Згідно з переписом 2010 року, у місті мешкала 321 особа в 115 домогосподарствах у складі 88 родин. Було 146 помешкань
Расовий склад населення:
| - 95,0 % — білих - 0,3 % — корінних американців |

До двох чи більше рас належало 4,7 %. Частка іспаномовних становила 1,9 % від усіх жителів.
За віковим діапазоном населення розподілялося таким чином: 27,4 % — особи молодші 18 років, 59,5 % — особи у віці 18—64 років, 13,1 % — особи у віці 65 років та старші. Медіана віку мешканця становила 41,3 року. На 100 осіб жіночої статі у місті припадало 116,9 чоловіків;  на 100 жінок у віці від 18 років та старших — 117,8 чоловіків також старших 18 років.
Середній дохід на одне домашнє господарство  становив 61 929 доларів США (медіана — 49 583), а середній дохід на одну сім'ю — 69 690 доларів (медіана — 55 625). Медіана доходів становила 45 000 доларів для чоловіків та 40 625 доларів для жінок. За межею бідності перебувало 10,8 % осіб, у тому числі 9,8 % дітей у віці до 18 років та 11,1 % осіб у віці 65 років та старших.
Цивільне працевлаштоване населення становило 176 осіб. Основні галузі зайнятості: освіта, охорона здоров'я та соціальна допомога — 25,0 %, роздрібна торгівля — 16,5 %, науковці, спеціалісти, менеджери — 14,2 %.